# ウィリアム・ドーソン (初代カーロウ子爵)
初代カーロウ子爵ウィリアム・ヘンリー・ドーソン（英語: William Henry Dawson, 1st Viscount Carlow、1712年 – 1779年8月22日）は、アイルランド王国の政治家、貴族。アイルランド庶民院議員（在任：1733年 – 1770年）を務めた。

## 生涯
エフライム・ドーソン（1746年8月27日没）と妻アン（Anne、旧姓プレストン（Preston）、サミュエル・プレストンの娘）の息子として、1712年にクイーンズ・カウンティ（現リーシュ県）ポータリントンで生まれた。1732年7月9日、ダブリン大学トリニティ・カレッジに入学した。
1733年にポータリントン選挙区でアイルランド庶民院議員に選出されたあと、1761年の選挙でポータリントンとクイーンズ・カウンティ選挙区で重複当選、クイーンズ・カウンティ選挙区の代表として議員を務めた。1769年の選挙で再びポータリントン選挙区に転じた。また、1750年よりクイーンズ・カウンティ総督の1人を務めた。
アイルランド総督の第4代タウンゼンド子爵ジョージ・タウンゼンドの推薦を受けて、1770年5月29日にアイルランド貴族であるクイーンズ・カウンティにおけるドーソンズ・コートのドーソン男爵に叙された。さらにタウンゼンドの後任である初代ハーコート伯爵サイモン・ハーコートの推薦を受けて、1776年7月24日に同じくアイルランド貴族であるカーロウ県におけるカーロウ子爵に叙された。
1779年8月22日に死去、クイーンズ・カウンティのクールバナハーで埋葬された。長男ジョンが爵位を継承した。

## 家族
1737年12月8日、メアリー・デイマー（Mary Damer、1769年6月2日没、ジョセフ・デイマーの娘）と結婚、5男3女をもうけた。
- メアリー（1738年8月12日 – 1826年12月） - 1762年7月15日、マーヴィン・アーチダル（英語版）と結婚、子供あり[4]
- ジョン（1744年8月23日 – 1798年11月25日） - 第2代カーロウ子爵、初代ポータリントン伯爵[4]
- マーサ（1745年9月25日 – 1766年6月24日[4]）
- アン（1748年5月11日 – ?） - フレデリック・メッツナー（Frederick Metzner）と結婚[4]
- ジョセフ（1751年10月6日[4] – ?）
- ウィリアム（1753年11月11日 – 1839年2月1日） - 聖職者、生涯未婚[4]
- サミュエル（1755年2月21日 – 1771年4月3日[4]）
- エフライム（1757年4月5日 – 1775年6月27日[4]）